# Christophe Humbert
Christophe Humbert (26 de junio de 1979) es un deportista francés que compitió en judo. Ganó una medalla de oro en el Campeonato Europeo de Judo de 2005, en la categoría de –100 kg.

## Palmarés internacional
| Campeonato Europeo | Campeonato Europeo      | Campeonato Europeo | Campeonato Europeo |
| Año                | Lugar                   | Medalla            | Categoría          |
| ------------------ | ----------------------- | ------------------ | ------------------ |
| 2005               | Róterdam (Países Bajos) | Medalla de oro     | –100 kg            |